# A Mutual Understanding
A Mutual Understanding è un cortometraggio muto del 1913 diretto da George Lessey.

## Produzione
Il film fu prodotto dall'Edison Company.

## Distribuzione
Distribuito dalla General Film Company, il film - un cortometraggio in una bobina - uscì nelle sale cinematografiche degli Stati Uniti il 25 agosto 1913.